# Operace Black Bag
Operace Black Bag (v anglickém originále Black Bag) je americký špionážní filmový thriller z roku 2025, který režíroval Steven Soderbergh a jehož scénář napsal David Koepp. Hrají v něm Cate Blanchettová, Michael Fassbender, Marisa Abela, Tom Burke, Naomie Harrisová, Regé-Jean Page a Pierce Brosnan a vypráví o důstojníkovi britské tajné služby, který je pověřen vyšetřováním seznamu možných zrádců, z nichž jedním by mohla být jeho manželka.
Film byl uveden do kin ve Francii 12. března 2025 společností Universal Pictures a o dva dny později ve Spojených státech společností Focus Features. Film získal pozitivní recenze a celosvětově utržil 32,3 milionu dolarů.

## Děj
Důstojník britské tajné služby George Woodhouse dostane od svého nadřízeného, Meachama, týden na vyšetření úniku tajného softwarového programu s krycím názvem Severus. Jednou z pěti podezřelých je jeho manželka Kathryn, která je také důstojnicí tajné služby. George pozve ostatní čtyři podezřelé, také operativce SIS, na večeři. Čtyři podezřelí jsou: specialistka na satelitní snímky Clarissa, její přítel a řídící agent Freddie, agenturní psychiatrička Zoe a její přítel a řídící agent James. Během večeře George podá hostům drogu, aby je uvolnil. V rámci psychologické hry se dozví, že Freddie podvádí Clarissu, na což Clarissa zuřivě Freddieho bodne do ruky nožem na steak.
Tu samou noc Meacham umírá na podezřelý infarkt, když sám popíjí doma. George začne podezírat Kathryn poté, co najde v koši na odpadky kinolístek, přestože ona popírá, že by viděla film. Vloupá se do její kanceláře a zjistí, že se chystá do Curychu. Přesvědčí Clarissu, aby přesměrovala špionážní satelit, a sleduje Kathryn, jak se v Curychu setkává s ruským operativcem. James informuje George, že Kathryn má přístup k bankovnímu účtu v Curychu s 7 miliony liber v nevysvětlených a zneužitých prostředcích. Během napjaté psychiatrické seance se Zoe ptá Kathryn, zda dává přednost kariéře nebo manželovi. V následné seanci Zoe ukončí vztah s Jamesem. Freddie informuje Kathryn, že George ji podezřívá.
Odhalí se, že během několika minut, kdy George přesměroval satelit, aby sledoval Kathryn v Curychu, zmizel z bezpečného domu v Lichtenštejnsku další ruský operativec s kopií programu Severus a nyní míří do východní Evropy, aby jej použil k vyvolání jaderné havárie. Kathryn použije Clarissu k sledování Rusa. Podezírá, že jejich šéf Stieglitz úmyslně umožnil únik Severu, aby způsobil jadernou havárii a destabilizoval vládu, i když by to mohlo zabít tisíce nevinných lidí. Prozradí lokaci Rusa kontaktu v CIA, což vede k útoku dronu, při kterém jsou oba Rusové v Polsku zabiti. George podrobí všechny podezřelé kromě Kathryn detektoru lži, aby zjistil, kdy se poprvé dozvěděli o Severusovi. V posteli té noci manželé porovnají poznatky a uvědomí si, že jsou oba součástí léčky.
Pozvou ostatní čtyři podezřelé na druhou večeři. Místo večeře Kathryn položí na stůl pistoli a George oznámí, že budou hrát hru. Odhalí několik tajemství: Freddie a Zoe měli poměr a Zoe se o programu Severus dozvěděla od Jamese, ale snažila se zabránit jeho šíření kvůli své katolické víře. George prohlásí, že existovaly dva komploty: jeden Stieglitze a Jamese, kteří chtěli způsobit jadernou havárii, a druhý Zoe a Freddieho, kteří chtěli použít Kathryn k jejímu zastavení. James chytne pistoli, přizná se ke spiknutí se Stieglitzem a k vraždě Meachama a namíří pistoli na George. Pistole však byla nabita slepými náboji. Kathryn vytáhne z brašny pistoli a Jamese zastřelí. Poté varuje zbývající kolegy, aby nikdy znova nezneužívali její a Georgeovy vzájemné věrnosti. Zbývající kolegové Jamesovo tělo odhodí do rybníka a vrátí se do práce. Kathryn informuje Stieglitze, že jeho komplot selhal, a navrhne mu, aby zmizel. S Georgem stvrdí svou lásku. Během Kathrynina výslechu se ukáže, že bankovní účet v Curychu obsahující 7 milionů liber zůstává nedotčen.